# Sinodrepanus falsus
Sinodrepanus falsus är en skalbaggsart som beskrevs av Sharp 1875. Sinodrepanus falsus ingår i släktet Sinodrepanus och familjen bladhorningar. Inga underarter finns listade i Catalogue of Life.